# Templo del Agua (Ocarina of Time)
El Templo del Agua es un área del videojuego de Nintendo 64 de 1998 The Legend of Zelda: Ocarina of Time. Es la sexta mazmorra encontrada en el juego. Fue creado por el director de Ocarina of Time, Eiji Aonuma, quien se inspiró en su amor por el buceo. Los jugadores deben subir y bajar los niveles de agua para acceder a diferentes áreas mientras utilizan un par de botas de hierro para hundirse hasta el fondo. La dificultad de navegación combinada con la naturaleza engorrosa de usar las botas de hierro llevó a varios cambios en la mazmorra para ayudar a los jugadores en la nueva versión de 2011 de Ocarina of Time, The Legend of Zelda: Ocarina of Time 3D. La dificultad que enfrentaron los jugadores también hizo que Aonuma se disculpara por los problemas, al tiempo que señaló que la mazmorra no era tan difícil como frustrante. A pesar de las críticas, algunos críticos han sido más indulgentes y han elogiado el Templo del Agua por sus complejidades.

## Concepto y diseño
El Templo del Agua apareció originalmente en el videojuego de Nintendo 64 de 1998 The Legend of Zelda: Ocarina of Time. Es uno de los niveles que el protagonista Link explora de adulto. El templo fue construido para adorar a los espíritus del agua y fue custodiado por los Zora. Se encuentra en el lago Hylia, que en ese momento está maldecido por el antagonista Ganondorf y una entidad en el Templo del Agua. La mazmorra se encuentra debajo del lago Hylia y es una gran mazmorra de varios niveles. Los jugadores suben y bajan el nivel del agua en las alas de la mazmorra para acceder a nuevas áreas. Link utiliza equipo para navegar por la mazmorra, incluidas las botas de hierro, una túnica que le permite respirar bajo el agua y un gancho para engancharse a objetos distantes. Link lucha contra su alter ego Dark Link en la Habitación de la Ilusión, que presenta aguas poco profundas y un árbol solitario en un terreno. Al final, Link se enfrenta al maestro de la mazmorra, Morpha, una gran criatura ameba acuática. Tras su derrota, Link viaja a la Cámara de los Sabios, donde la Sabia del Agua, la Princesa Ruto, le otorga el Medallón de Agua. Posteriormente, el lago Hylia vuelve a la normalidad. Se lanzó otra versión de Ocarina of Time llamada The Legend of Zelda: Ocarina of Time Master Quest, que presenta versiones más difíciles de cada mazmorra, incluido el Templo del Agua. El director del juego, Eiji Aonuma, citó su amor por el buceo en aguas profundas como su inspiración para el Templo del Agua, utilizando rompecabezas basados en el buceo para reflejar esto.

## Recepción
Desde su aparición en Ocarina of Time, el Templo del Agua recibió una acogida negativa por su alto nivel de dificultad. GamesRadar lo calificó como uno de los peores niveles en cualquier videojuego y afirmó que impidió que Ocarina of Time fuera el mejor videojuego de todos los tiempos. Inverse consideró que era un buen ejemplo de un intento fallido de nivel de agua y criticó el diseño visual y la física submarina. A Game Informer no le gustó navegar por él y sintió que los jugadores lo identificarían como la peor parte de Ocarina of Time. Los autores Ennio De Nucci y Adam Kramarzewski discutieron la controversia en torno a la mazmorra y cuestionaron si los diseñadores entendieron sus fallas durante el desarrollo.
Otros críticos sintieron más cariño por el nivel. Críticos como Edge, Eurogamer y Destructoid encontraron que su dificultad era exagerada. Edge sintió que su desafío se derivaba de las dificultades de los jugadores para navegar por la mazmorra en lugar de que la mazmorra fuera realmente difícil, mientras que Eurogamer sugiere que la relativa novedad del juego en 3D contribuyó a esto. Fue considerado como uno de los mejores calabozos de la serie por Official Nintendo Magazine, GameZone y Eurogamer, quienes lo llamaron representante del "dominio en el medio" de Japón. El autor Anthony Bean discutió la limpieza literal del agua del Templo del Agua después de su finalización como un análogo al crecimiento espiritual de Link a lo largo de su edad adulta. Bean también se refirió a la Habitación de la Ilusión, discutiendo que el árbol solitario en su centro podría relacionarse tanto con el Gran Árbol Deku como con el Bosque Kokiri, los cuales Link ha perdido. Señala que Dark Link reflejaba a Link desafiando y aceptando un aspecto indeseable de sí mismo, además de representar aún más los sentimientos de "pérdida y resentimiento" de Link.

### Respuesta a las críticas
El Templo del Agua fue el aspecto de Ocarina of Time que Aonuma encontró más lamentable debido a cómo fue recibido por los jugadores. Las críticas que recibió llevaron a Aonuma a disculparse por su dificultad. En respuesta a las críticas del nivel, los diseñadores de la nueva versión de Nintendo 3DS de 2011 The Legend of Zelda: Ocarina of Time 3D buscaron solucionar los problemas del nivel. Shigeru Miyamoto sintió que la necesidad de hacer una pausa para equipar y desequipar las botas de hierro en el Templo del Agua era engorrosa, lo que los llevó a arreglar esto para el lanzamiento de 3DS al permitir que los jugadores lo hicieran sin pausas. El diseño de niveles siguió siendo el mismo, pero se modificó para presentar luces rojas y verdes que dirigen a los jugadores en el camino hacia áreas donde pueden subir o bajar el agua en el templo. Aonuma citó el Templo del Agua como una de las razones por las que quería crear Ocarina of Time 3D, para poder arreglarlo. Sintió que los niveles de agua como el Templo del Agua eran algo difícil de superar para los diseñadores de The Legend of Zelda. Sin embargo, no estuvo de acuerdo en que fuera una mazmorra difícil, argumentando en cambio que manejar las Botas de Hierro hacía que pareciera más difícil de lo que era. Todavía lo considera uno de sus niveles favoritos de The Legend of Zelda. Miyamoto se burló de Aonuma cuando un entrevistador preguntó si los jugadores podían saltarse el Templo del agua de The Legend of Zelda: Breath of the Wild  y respondió: "Él no hizo las mazmorras, así que estamos bien".